# Eibar Rugby Taldea
El Eibar Rugby Taldea es un club de rugby de la localidad guipuzcoana de Éibar, (País Vasco) España.
Su equipo femenino milita actualmente en la División de Honor B Femenina.
El equipo fue fundado en 1977 y actualmente cuenta con una base y un proyecto desarrollo. Cuenta con varias categorías, y el equipo sénior femenino, actualmente en la máxima categoría estatal, División de Honor. Sénior masculino, juega en División de Honor B, segunda categoría del rugby español. Por otra parte, el club cuenta con academias y escuelas para crear una cantera Eibarresa.

## Historia

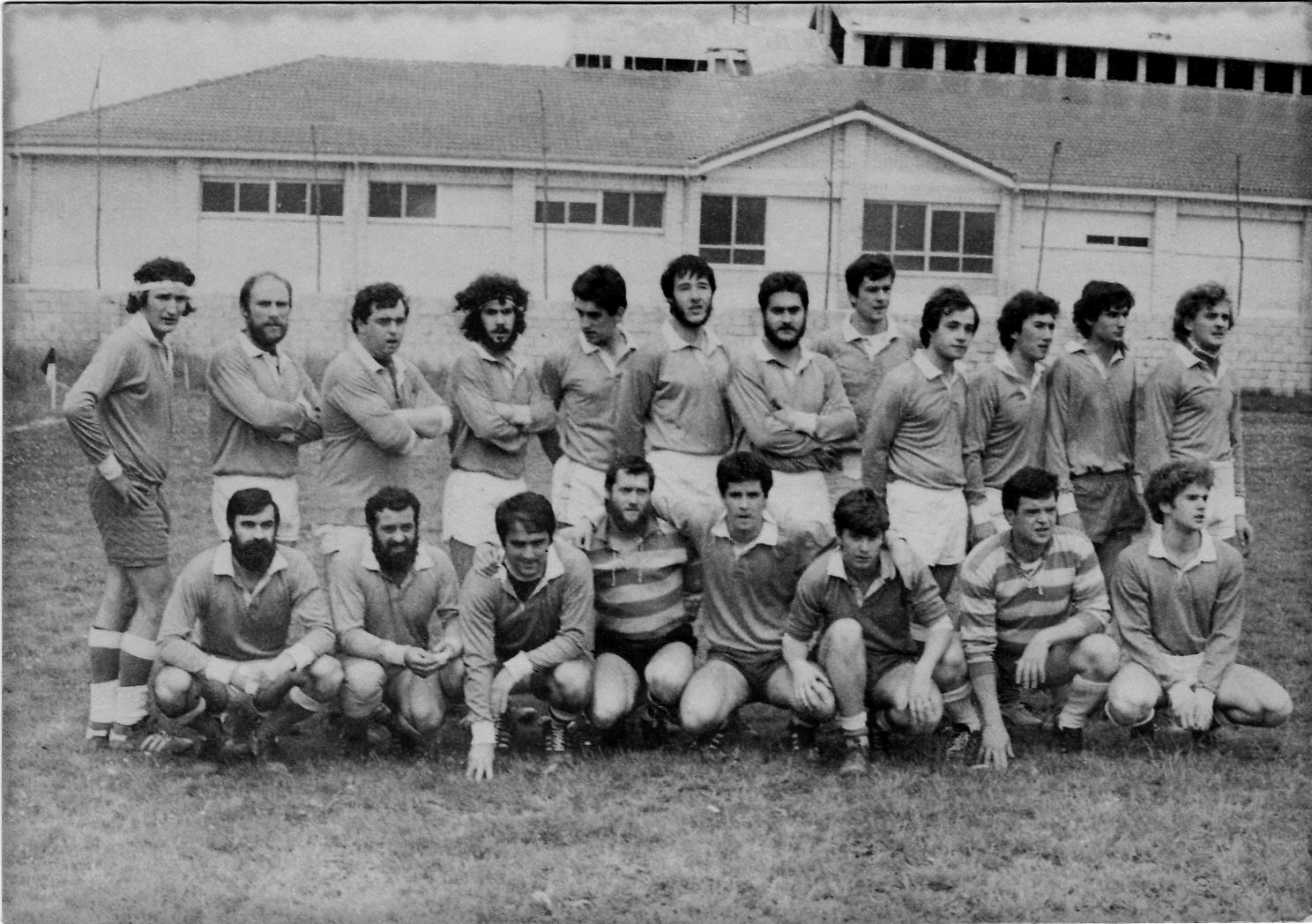
El Eibar Rugby Taldea en el Triangular de Zarauz en 1980.

El Eibar Rugby Taldea fue fundado en 1977, y durante todos estos años ha estado vinculado a la vida deportiva del municipio de Éibar y la comarca del Bajo Deva.
Desde su fundación, muchos jóvenes de la comarca han participado en los diferentes eventos deportivos de la vida de este club.
Desde 2002 celebra la Feria Anual de la Cerveza en el mes de junio, coincidiendo con la festividad de sanjuanes, donde obtiene buena parte de los ingresos del club.

## Palmarés
- Campeón de Primera Nacional en la temporada 2008/2009.